# Glen Benton
Glen Benton (Niagara Falls, SAD, 18. lipnja 1967.) američki je glazbenik, poznat kao pjevač i basist death metal-sastava Deicide. Osnovao je skupinu s bubnjarem Steveom Asheimom i braćom Hoffman 1987. Kontroverzna je figura na death metal sceni zbog sotonističkih tekstova. Zanimaju ga motocikli. Ima ženu i dva sina.

## Diskografija

### Deicide (1987. – danas)
- Deicide (1990.)
- Legion (1992.)
- Amon: Feasting the Beast (1993.) (kompliacijski album)
- Once upon the Cross (1995.)
- Serpents of the Light (1997.)
- When Satan Lives (1998.) (koncertni album)
- Insineratehymn (2000.)
- In Torment in Hell (2001.)
- The Best of Deicide (2003.) (kompliacijski album)
- Scars of the Crucifix (2004.)
- The Stench of Redemption (2006.)
- Till Death Do Us Part (2008.)
- To Hell with God (2011.)
- In the Minds of Evil (2013.)
- Overtures of Blasphemy (2018.)

### Vital Remains (2003. – 2009.)
- Dechristianize (2003.)
- Icons of Evil (2007.)